# Boxe nos Jogos Olímpicos de Verão de 2016 - Peso ligeiro feminino
As lutas da categoria de peso ligeiro ou leve feminino (-60 kg) do boxe nos Jogos Olímpicos de Verão de 2016 foram disputadas entre os dias 12 e 19 de agosto no Pavilhão 6 do Riocentro. A francesa Estelle Mossely foi a campeã ao derrotar a chinesa Yin Junhua na final por decisão dividida.

## Medalhistas
| Ouro   | FRA Estelle Mossely                       |
| Prata  | CHN Yin Junhua                            |
| Bronze | FIN Mira Potkonen RUS Anastasia Belyakova |

## Resultados
|  | Oitavas de final    | Oitavas de final    | Oitavas de final |  |  | Quartas de final        | Quartas de final        | Quartas de final    |     |                         | Semifinais              | Semifinais     | Semifinais |  |  | Final | Final | Final |
|  |                     |                     |                  |  |  |                         |                         |                     |     |                         |                         |                |            |  |  |       |       |       |
|  |                     |                     |                  |  |  |                         |                         |                     |     |                         |                         |                |            |  |  |       |       |       |
|  |                     |                     |                  |  |  | IRL Katie Taylor        | IRL Katie Taylor        | 1                   |     |                         |                         |                |            |  |  |       |       |       |
|  | FIN Mira Potkonen   | FIN Mira Potkonen   | 2                |  |  | FIN Mira Potkonen       | FIN Mira Potkonen       | 2                   |     |                         |                         |                |            |  |  |       |       |       |
|  | BRA Adriana Araújo  | BRA Adriana Araújo  | 1                |  |  |                         |                         |                     |     | FIN Mira Potkonen       | FIN Mira Potkonen       | 0              |            |  |  |       |       |       |
|  | CHN Yin Junhua      | CHN Yin Junhua      | 3                |  |  |                         | CHN Yin Junhua          | CHN Yin Junhua      | 3   |                         |                         |                |            |  |  |       |       |       |
|  | MAR Hasnaa Lachgar  | MAR Hasnaa Lachgar  | 0                |  |  | CHN Yin Junhua          | CHN Yin Junhua          | 3                   |     |                         |                         |                |            |  |  |       |       |       |
|  |                     |                     |                  |  |  | AZE Yana Alekseevna     | AZE Yana Alekseevna     | 0                   |     |                         |                         |                |            |  |  |       |       |       |
|  |                     |                     |                  |  |  |                         |                         |                     |     |                         | CHN Yin Junhua          | CHN Yin Junhua | 1          |  |  |       |       |       |
|  |                     |                     |                  |  |  |                         | FRA Estelle Mossely     | FRA Estelle Mossely | 2   |                         |                         |                |            |  |  |       |       |       |
|  |                     |                     |                  |  |  | RUS Anastasia Belyakova | RUS Anastasia Belyakova | 2                   |     |                         |                         |                |            |  |  |       |       |       |
|  | FSM Jennifer Chieng | FSM Jennifer Chieng | 0                |  |  | USA Mikaela Mayer       | USA Mikaela Mayer       | 0                   |     |                         |                         |                |            |  |  |       |       |       |
|  | USA Mikaela Mayer   | USA Mikaela Mayer   | 3                |  |  |                         |                         |                     |     | RUS Anastasia Belyakova | RUS Anastasia Belyakova |                |            |  |  |       |       |       |
|  | ITA Irma Testa      | ITA Irma Testa      | 2                |  |  |                         | FRA Estelle Mossely     | FRA Estelle Mossely | TKO |                         |                         |                |            |  |  |       |       |       |
|  | AUS Shelley Watts   | AUS Shelley Watts   | 1                |  |  | ITA Irma Testa          | ITA Irma Testa          | 0                   |     |                         |                         |                |            |  |  |       |       |       |
|  |                     |                     |                  |  |  | FRA Estelle Mossely     | FRA Estelle Mossely     | 3                   |     |                         |                         |                |            |  |  |       |       |       |
|  |                     |                     |                  |  |  |                         |                         |                     |     |                         |                         |                |            |  |  |       |       |       |